# Lâu-ca-sấm
Lâu-ca-sấm (tiếng Phạn: लोकक्षेम, Lokakṣema, chữ Hán: 支婁迦讖, Chi Lâu-ca-sấm; khoảng năm 147-189), hay Chi Sấm (支讖), là một tăng sĩ Phật giáo gốc Gandhara, người đã du hành đến Trung Quốc vào thời nhà Hán. Ông được xem là người đầu tiên hoằng dương Phật giáo Đại thừa vào Trung Quốc, với việc dịch "Đạo hạnh Bát-nhã kinh" từ nguyên bản tiếng Phạn ra chữ Hán, là bản dịch "Bát-nhã kinh" chữ Hán cổ nhất được ghi nhận.

## Tiểu sử
Chi tiết về cuộc đời của Lokakṣema được biết đến bởi mô tả ngắn của Tăng Hữu (僧祐; 445–518)  qua tác phẩm "Xuất tam tạng ký" (出三藏 記, T2145).
Tên phiên âm chữ Hán 婁迦讖 (Lâu-ca-sấm) thường được viết bằng tiếng Phạn là Lokakṣema, mặc dù điều này bị một số học giả tranh cãi, và các biến thể như Lokakṣama đã được đề xuất. Tiền tố 'Chi (支) được thêm vào tên của vị này cho thấy rằng Lokaksema có thể là người Nguyệt Chi (月支). Theo truyền thống, ông được cho là người Quỹ Sương, mặc dù thuật ngữ Nguyệt Chi trong tiếng Trung Quốc bao hàm một khu vực rộng lớn của Tiểu lục địa Ấn Độ.
Lokaksema sinh ra ở Gandhara, một trung tâm của nghệ thuật Hy Lạp Phật giáo, vào thời điểm mà Phật giáo được bảo trợ tích cực bởi Kanishka Đại đế, người đã triệu tập Đại hội kết tập kinh điển Phật giáo lần thứ tư. Kanishka được cho là không có ác ý đối với Phật giáo Đại thừa, vì vậy đã mở đường việc các tăng sĩ Đại thừa du hành truyền giáo sang Trung Quốc như Lokakṣema.
Lokaksema đến kinh đô Lạc Dương của nhà Hán vào cuối đời Hán Hoàn Đế (r.147-168). Đến giữa năm 178-189 (đời Hán Linh Đế) đã bắt tay dịch hơn 10 bộ kinh văn Đại thừa sang chữ Hán.
Với sự suy tàn của nhà Hán, Trung Quốc rơi vào cảnh loạn lạc. Hành trạng của Lokakṣema sau đó không còn được ghi chép trong sách sử.

## Tư tưởng
Các hoạt động phiên dịch của Lokaksema, cũng như của các tăng sĩ người Parthia An Thế Cao và An Huyền trước đó, hay của tăng sĩ Nguyệt Chi Trúc Pháp Hộ (Dharmarakṣa; khoảng năm 286) minh họa vai trò chủ chốt của người Trung Á trong việc truyền bá Phật giáo đến các nước Đông Á. Nếu như An Thế Cao dịch các kinh điển Phật giáo tiền Đại thừa, mở đầu cho việc truyền bá Phật giáo vào Trung Quốc, thì các bản dịch kinh văn Đại thừa của Lokaksema có ảnh hưởng rất lớn đến hậu thế, đặc biệt với các khái niệm về Bát-nhã (Prajñā), Hoa Nghiêm (Avataṃsaka), Bảo Tích (Ratnakūṭa), Niết-bàn (Nirvāṇa). Học thuyết về Bát-nhã về sau được giới thống trị tiếp thu, thâm nhập cả vào giới bình dân, trở thành một trường phái nổi bật trong các triều đại Hán, Tấn, Nam Bắc triều.
Học giả Lã Trừng còn cho rằng trong qua các bản dịch của Lokaksema như A-xà-thế vương kinh (dị dịch bản có tên Văn-thù phổ siêu tam-muội kinh, Đạo An cho rằng được dịch từ Trường A-hàm là không chính xác), Vấn thự kinh (còn được gọi là Văn-thù vấn bồ-tát thự kinh), Nội tàng bách bảo kinh, Thủ-lăng-nghiêm-tam-muội kinh, đều lấy khái niệm Văn-thù (mañjuśrī) làm trung tâm, phát huy tư tưởng "Văn-thù bát-nhã" bình đẳng pháp giới. Những khía cạnh này bao hàm mối quan hệ quan trọng của hình ảnh Văn-thù Bồ-tát đối với sự truyền bá của Đại thừa.

## Tác phẩm
Số lượng kinh văn do Lokakṣema dịch không được sử liệu ghi chép nhất trí. Sách Xuất tam tàng ký tập ghi số lượng gồm 13 bộ 27 quyển. Sách Lịch đại tam bảo ký ghi lên thành 21 bộ 63 quyển. Sách Khai nguyên Thích giáo lục lại ghi là 23 bộ 64 quyển. Lã Trừng trong sách "Tân biên Hán văn Đại tạng kinh mục lục" chi nhận các bản dịch kinh văn của Lokakṣema hiện chỉ bảo tồn được 8 chủng 19 quyển .
Một đặc điểm trong phong cách dịch thuật của Lokakṣema, mà các học giả hiện đại dùng để xác định các kinh văn do ông chuyển dịch, là thiên về phiên âm Hán mà ít chuyển ý các thuật ngữ, do vậy bản dịch của ông khá khó hiểu. Ông cũng mượn nhiều thuật ngữ của Đạo giáo để dịch các khái niệm Phật giáo, giữ lại các đặc điểm văn phong của Ấn Độ như những câu tụng dài. Ông thường thể hiện những câu thơ Ấn Độ dưới dạng văn xuôi chữ Hán, thay vì diễn thơ như các dịch giả sau này.
Trong bộ Đại Chính tân tu Đại tạng kinh, các biên tập viên đã gán 12 kinh văn chữ Hán cho Lokakṣema trên vai trò dịch giả. Cách sắp xếp này đã được nghiên cứu chi tiết bởi Erik Zürcher, Paul Harrison và Jan Nattier, và một số nghi vấn đã được đưa ra.
Zürcher cho rằng Lokakṣema đã dịch một số kinh văn sau:
- T224.道行般若經 (Đạo hạnh Bát-nhã kinh, bản dịch của Aṣṭasāhasrikā Prajñāpāramitā Sūtra).
- T280.佛說兜沙經 (Phật thuyết Đâu-sa kinh, một phần của Kinh Avatamsaka)
- T313.阿閦佛國經 (A-súc Phật quốc kinh, Akṣohhya-vyūha)
- T350.說遺日摩尼寶經 (Thuyết Di Nhật Ma-ni bảo kinh, Kaśyapaparivrata)
- T418.般舟三昧經 (Bát-chu Tam-muội kinh, Pratyutpanna Samādhi Sūtra)
- T458.文殊師利問菩薩署經 (Văn-thù-sư-lợi vấn bố-tát thự kinh)
- T626.阿闍世王經 (A-xà-thế vương kinh, Ajātaśatru Kaukṛtya Vinodana Sūtra)
- T807.佛說內藏百寶經 (Phật thuyết Nội tàng bách bảo kinh)

Harrison nghi ngờ về các bản kinh văn T626 và cho rằng T418 là sản phẩm sửa đổi và không có niên đại ở thời của Lokakṣema. Ngược lại, Harrison cho rằng bản kinh văn T624 (伅真陀羅所問如來三昧經, Độn-chơn-đà-la sở vấn Như Lai tam-muội kinh, Druma-kinnara-rāja-paripṛcchā-sūtra) phải được coi là do chính ông dịch.
Dựa trên bằng chứng từ danh mục kinh văn chữ Hán, Nattier cho rằng các kinh văn T224 và T418 thuộc vào nhóm đầu tiên, được xem là đại diện cho phong cách dịch thuật của Lokakṣema, mặc dù cả hai đều có một số dấu hiệu chỉnh sửa sau đó. Nhóm kinh văn thứ hai — T280, T350, T458 và T807 — cũng mang phong cách trên của Lokakṣema, mặc dù đôi khi có những điểm bất thường. T624 và T626 tạo thành nhóm thứ ba với nhiều sai lệch hơn so với phong cách dịch thuật của Lokskṣema. Nếu T313 được cho là bản dịch hực sự của Lokakṣema, thì nó đã được sửa đổi nhiều bởi một biên tập viên khuyết danh mặc dù các phần văn xuôi gần với văn phong của ông hơn là thơ.
Một số bản dịch được cho là của Lokakṣema đã bị thất lạc:
- Thủ-lăng-nghiêm kinh (một phiên bản của Thủ-lăng-nghiêm-tam-muội kinh śūraṃgama-samādhi-sūtra, đã bị thất lạc vào thời của Tăng Hữu)
- Quang minh tam-muội kinh
- Hồ bát-niết-bàn kinh
- Bột bản kinh ("Bản gốc *Puṣya Sutra")